# Hypallage
L’hypallage (substantif féminin) est une figure de style et de rhétorique qui consiste en la construction d’expressions où deux termes sont liés syntaxiquement alors qu’on s’attendrait à voir l’un des deux rattaché à un troisième.

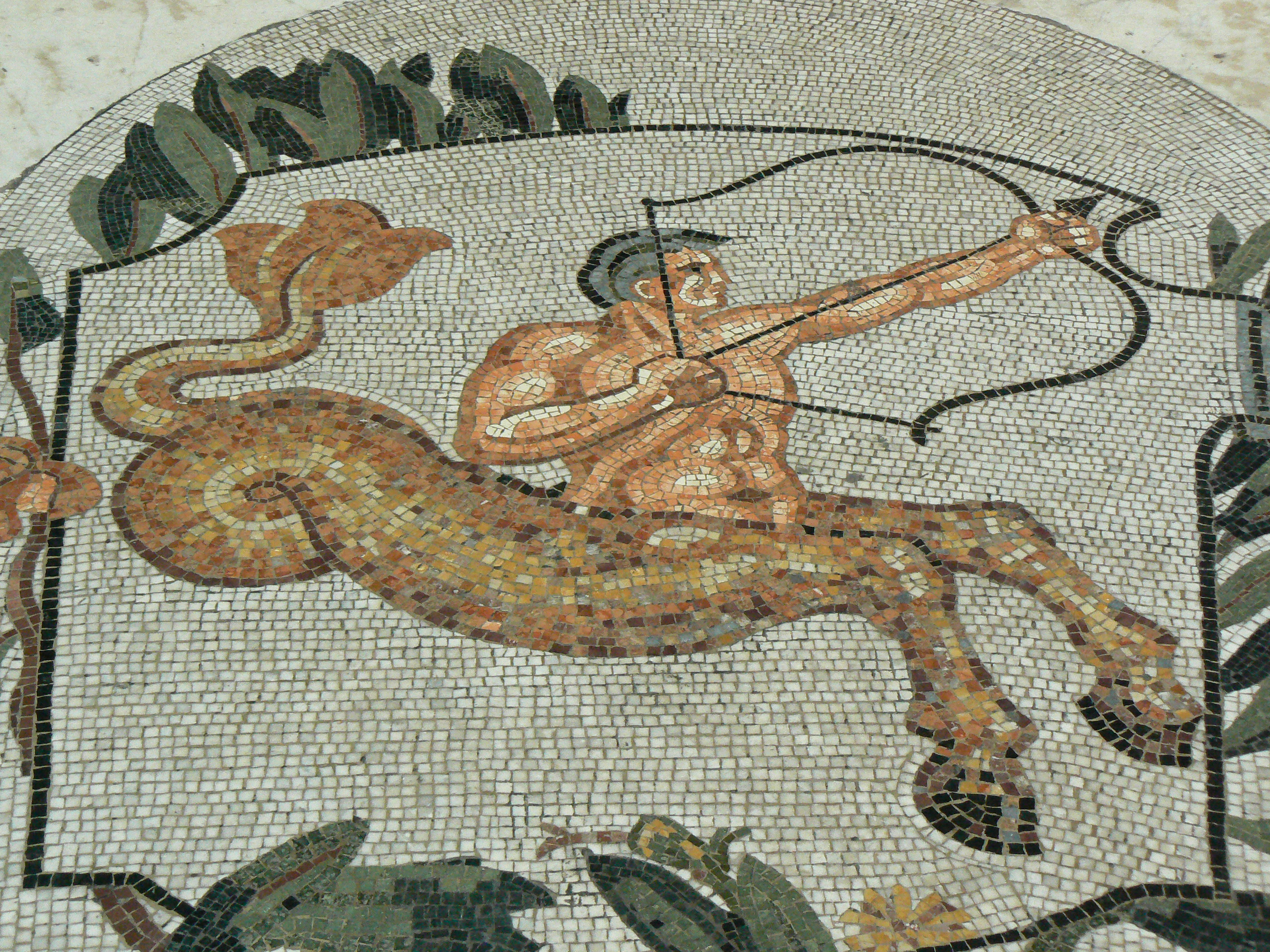
L'alliance audacieuse

Par exemple :

« La chambre est veuve »

—  Apollinaire - Alcools - Hôtels

## Étymologie
Le mot hypallage vient du grec ancien ὑπαλλαγή / hypallagế « échange ». On trouve le mot comme figure de rhétorique chez l’historien et rhéteur du Ier siècle av. J.-C. Denys d'Halicarnasse dans Composition des mots. Cette figure était connue des auteurs latins sous le même nom.
Si quelques auteurs lui ont autrefois donné le genre masculin, « hypallage » est aujourd’hui unanimement rétabli dans le genre féminin. La terminaison « -age » est souvent interprétée par erreur comme le suffixe habituel de certains noms masculins (affinage, ménage, voisinage, etc.). Mais pour ce mot issu du grec, il s’agit de la transcription des trois dernières lettres du mot ὑπαλλαγή, où les lettres A et G font partie du radical du verbe signifiant « échanger ».

## Définition
L'hypallage est une construction où deux termes d'un même nœud syntaxique seraient incompatibles sur le plan sémantique sans l'inversion d'un des deux premiers termes avec un troisième terme in absentia, ou in praesentia dans un second nœud syntaxique. [pas clair] C'est un procédé qui attribue à un mot ce qui conviendrait logiquement à un autre. Sanctius est le premier auteur connu à classer l’hypallage parmi les tropes.

### Hypallage double
C'est une des figures latines par excellence et Virgile emploie fréquemment cette construction. Celle-ci a l’avantage, grâce à la souplesse de la syntaxe du latin, d’aider souvent à la prosodie et à la métrique. Le vers suivant montre un exemple classique de permutation entre deux paires sémantiques: 
« Ibant obscuri sola sub nocte per umbram. »
— Virgile

« Ils avançaient, obscurs dans la nuit solitaire, à travers l’ombre. »
L’adjectif « solitaire » n’est pas habituellement associé à la nuit et une formulation plus directe aurait été : « Ils avançaient seuls dans la nuit sombre ».

« Et garde la nuit le goût noir des mûres »

— Louis Aragon, Avignon
L'adjectif  « noir »  qualifie  « goût » , alors qu'il serait logiquement associé à  « nuit »  tout aussi bien qu'à  « mûres » .
Baudelaire, auteur de facture classique, en montre un exemple de même équilibre:  

« J’aspire, volupté divine !

Hymne profond, délicieux !

Tous les sanglots de ta poitrine. »

— Baudelaire, Madrigal triste
La relation « volupté divine » passerait pour conventionnelle si elle n’avait un répondant avec le moins habituel « hymne profond et délicieux ». Pris isolément, les deux segments appartiennent à la métonymie. Mais, à les voir rapprochés, on lirait plus logiquement : « volupté profonde et délicieuse » et « hymne divin ». Le procédé est sous-tendu par la norme ou la logique en arrière-plan, ce que Michel Ballard nommait la « collocation »
Un autre exemple :

« Un vieillard en or avec une montre en deuil »

— Jacques Prévert, Cortège
Un autre exemple, en langue anglaise :

« With rainy marching in the painful field. »

— Shakespeare, Henry V
Une traduction littérale pourrait donner : D’une marche pluvieuse sur un champ douloureux ou bien D'une marche pluvieuse dans un champ de douleur. S. Monod en donne la traduction suivante: À marcher sous la pluie dans la glèbe besogneuse, où le premier segment de l’hypallage est effacé mais le second conservé.

### Hypallage simple
La figure porte sur une seule combinaison, un seul segment de phrase. Par exemple : 
« Inter sacra deum nocturnique orgia Bacchi »
— Virgile, Géorgiques (IV, 520)
Littéralement : au milieu des sacrifices divins et les orgies du nocturne Bacchus, qu’on pourrait rétablir en : au milieu des sacrifices et des orgies nocturnes consacrées au divin Bacchus.

« Les habitants de l'orgueilleuse Rome »

— Racine

L’inversion des mots peut parfois simplifier la versification, mais ici elle renforce aussi l'effet de l'adjectif « orgueilleuse ». Si on rétablit l'ordre habituel de la phrase en « Les habitants orgueilleux de Rome », l'effet de l'adjectif est beaucoup plus faible.

« Comme passe le verre au travers du soleil. »

— Paul Valéry, Intérieur
Ce n’est plus le soleil qui passe au travers du verre. La transparence des deux substances est marquée par l’inversion, et la lumière et le verre, l’un à travers l’autre, se confondent.
Un exemple tiré de la presse sportive :

« L'équipe marqua le seul but du match sur un coup de pied arrêté. »

Le coup de pied est un mouvement à proprement parler, mais il a reçu par concision le qualificatif qui conviendrait au jeu, qui a été arrêté pour donner l'occasion de ce coup de pied.

## Hypallage et métonymie
L’hypallage simple est de loin la plus rencontrée en français. Les Latins avaient déjà constaté que l’aspect de cette figure se rapprochait d’une métonymie particulière : « [...] les grammairiens appellent métonymie ce que les rhéteurs appellent hypallage » (Ciceron, De orator, 27, 93). En réalité, la métonymie (ou plus généralement la métaphore) est l’un des principaux constituants de l’hypallage mais si elle a elle-même l’aspect d’une inversion (contenu-contenant, etc.) elle est utilisée d’une façon indirecte, détournée, et défie parfois « le degré de tolérance » du lecteur.
« L'odeur de ton sein chaleureux » : il s'agit du sein de l'amante chaleureuse. Dans le même poème, on peut citer « île paresseuse » et « rivages heureux ». Les attributions d’un caractère à une partie du corps au lieu de la personne, à une chose d’un état moral qu’elle est seulement propre à inciter, sont des synecdoques ou métonymies qui restent tout de même classiques.
« Ôte-moi d’un doute, connais-tu bien Don Diègue ? » : c’est un raccourci qui facilite d’abord l’hémistiche et qui est issu d’un simple changement de point de vue : « sortir soi d’un état de doute » pour « ôter le doute de soi ». Cet usage de l’inversion n’est pas exceptionnel dans la langue comme l’exemple suivant :
« Rendre quelqu’un à la vie. » : locution qui est déjà exprimée par « rendre la vie à quelqu’un ». Si l’une est plus familière, elle n’est pas plus naturelle que l’autre puisque cette expression est figurée. D’un côté, la vie est une chose qu’on donne à quelqu'un et, de l’autre, elle est ce qu’une personne reçoit. L’une et l’autre qui se comprennent sans distorsion, sont plus proches de la métonymie et ne sont pas typiquement des hypallages dont la caractéristique est de se baser sur des alliances plus audacieuses.

## Hypallage et catachrèse
C’est la catachrèse qui rappelle le mieux la singularité des images de l’hypallage « in absentia ». Dans les deux figures, les domaines entre les deux choses que l’on rapproche se trouvent a priori assez éloignés. Leur distinction ne se fait pas facilement mais on constate que plus l’hypallage est elliptique, c’est-à-dire que l’adjectivation se fait in absentia (le comparé n’est pas nommé), plus elle se rapproche de la catachrèse.[pas clair] Mais à l'inverse de cette figure, on doit se souvenir du terme sous-entendu : « un boulot transpirant (Jacques Audiberti); l'absence frétillante [d'un caniche] (Raymond Queneau) ».

« Déchirer la nuit gluante des racines. »

— Jules Laforgue
L'adjectif « gluante », attribué à la nuit, se rapporterait plus naturellement aux racines.

« It was one of those flabby, corpulent midsummer days. »

— William Boyd
la transcription ne peut être tout à fait littérale : C’était une de ces journées molles et corpulentes d’été (lourdaudes et molles comme un corps d’obèse...).La littérature anglaise utilise depuis longtemps sans contrainte de telles constructions qui sont devenues des constantes de la langue anglaise.

« ... driver, firemen and guard quenched their smoky thirsts. »

— P. Kavanagh
on doit évidemment écarter en français l’alliance sibylline : « soifs enfumées » et traduire modestement : « soifs provoquées par les fumées » (altérés par les fumées, ils étanchaient leur soif).

« Le long du vif ruisseau sableux je cueillerai
 
La menthe, dont l'odeur s'écrase sous les doigts. »

— Francis Jammes, La jeune fille nue
dans le dernier vers, ce n’est certes pas l’odeur qui peut être écrasée sous les doigts mais la menthe elle-même. On note que cet effet est amorcé par une ellipse hardie : « ...dont l’odeur s’exhale quand on l’écrase...»

« Quel spectacle de voir un flambeau qui se plaint; une torche qui crie; un homme qui s'éteint; une clarté meurtrière; une flamme sanglante... »

— Pierre Le Moyne
dans son Histoire de la langue française, F. Brunot avait signalé ces expressions baroques qui décrivaient le martyre des Chrétiens brûlés au cirque par Néron, en rappelant que leur hardiesse avait été vivement critiquée en leur temps. C'est le type d’image qui fait hésiter entre l’hypallage et la catachrèse volontaire. On peut, en effet, discerner que le cri, la plainte appartiennent à la victime qui brûle et non au feu lui-même. On peut donc considérer que le martyr a précédemment été assimilé à un objet en flamme et il semble opportun de donner à cette image fixée dans l’esprit les caractéristiques de l’humain.

« ... 

Ce lieu me plaît, dominé de flambeaux,

Composé d'or, de pierre et d'arbres sombres,

Où tant de marbre est tremblant sur tant d'ombres; »

— Paul Valéry, Le Cimetière marin
l’ombre tremble-t-elle sur le marbre ? comme le dit Morier qui n’est pas le seul à donner cette explication : « ...l’ombre des feuilles, agitées par le vent, remue sur les tombes... Effet d’optique d’abord. ». Cet effet visuel est celui d’une chose en mouvement avec un objet immobile. En quelque sorte, l’effet des trains en gare mais qui paraît ici mal ajusté.
Malgré une distanciation calculée, une image doit garder sa précision ou au moins écarter toute ambiguïté. À moins de supposer une quelconque transfiguration poétique mais improbable, l’absence presque totale de végétation parmi les tombes de ce cimetière, sinon tout en haut, plus éloigné de la mer et au feuillage limité, peut faire préférer une autre hypothèse. Il existe un autre effet d’optique qui peut être invoqué pour ces tombes inondées de lumière: la pierre (tout comme le sol bitumé des routes) tremble sous l’air surchauffé de l’été par effet de mirage. Et les ombres peuvent être ces habitants ensevelis et très présents dans le poème, dont « l’argile rouge a bu la blanche espèce ».
Paul Valéry, en fin, met en garde contre le risque d'hybris ou de sophisme que cette figure peut engendrer : "Le mal de prendre une hypallage pour une découverte, une métaphore pour une démonstration, [...] et soi-même pour un oracle, ce mal nait avec nous". (in Variété, 1924)

## Sources et bibliographie
- (fr) Paul Bogaards, Ronald Landheer, Johan Rooryck, Paul J. Smith, Quitte ou double sens, 2001
- (fr) Michel Ballard (trad. de l'anglais), Versus : la version réfléchie, T1, Gap/Paris, Ophrys, 2004, 356 p. (ISBN 2-7080-1088-3)
- Pierre Pellegrin (dir.) et Myriam Hecquet-Devienne, Aristote : Œuvres complètes, Éditions Flammarion, 2014, 2923 p. (ISBN 978-2081273160), « Réfutations sophistiques », p. 457.
- Quintilien (trad. Jean Cousin), De l'Institution oratoire, t. I, Paris, Les Belles Lettres, coll. « Budé Série Latine », 1989, 392 p. (ISBN 2-2510-1202-8).
- Antoine Fouquelin, La Rhétorique françoise, Paris, A. Wechel, 1557 (ASIN B001C9C7IQ).
- César Chesneau Dumarsais, Des tropes ou Des différents sens dans lesquels on peut prendre un même mot dans une même langue, Impr. de Delalain, 1816 (réimpr. Nouvelle édition augmentée de la Construction oratoire, par l’abbé Batteux), 362 p. (ASIN B001CAQJ52, lire en ligne).
- Pierre Fontanier, Les Figures du discours, Paris, Flammarion, 1977 (ISBN 2-0808-1015-4, présentation en ligne).
- Patrick Bacry, Les Figures de style et autres procédés stylistiques, Paris, Belin, coll. « Collection Sujets », 1992, 335 p. (ISBN 2-7011-1393-8).
- Bernard Dupriez, Gradus, les procédés littéraires, Paris, 10/18, coll. « Domaine français », 2003, 540 p. (ISBN 2-2640-3709-1).
- Catherine Fromilhague, Les Figures de style, Paris, Armand Colin, coll. « 128 Lettres », 2010 (1re  éd. nathan, 1995), 128 p. (ISBN 978-2-2003-5236-3).
- Georges Molinié et Michèle Aquien, Dictionnaire de rhétorique et de poétique, Paris, LGF - Livre de Poche, coll. « Encyclopédies d’aujourd’hui », 1996, 350 p. (ISBN 2-2531-3017-6).
- Michel Pougeoise, Dictionnaire de rhétorique, Paris, Armand Colin, 2001, 228 p., 16 cm × 24 cm (ISBN 978-2-2002-5239-7).
- Olivier Reboul, Introduction à la rhétorique, Paris, Presses universitaires de France, coll. « Premier cycle », 1991, 256 p., 15 cm × 22 cm (ISBN 2-1304-3917-9).
- Hendrik Van Gorp, Dirk Delabastita, Georges Legros, Rainier Grutman et al., Dictionnaire des termes littéraires, Paris, Honoré Champion, 2005, 533 p. (ISBN 978-2-7453-1325-6).
- Groupe µ, Rhétorique générale, Paris, Larousse, coll. « Langue et langage », 1970.
- Nicole Ricalens-Pourchot, Dictionnaire des figures de style, Paris, Armand Colin, 2003, 218 p. (ISBN 2-200-26457-7).
- Michel Jarrety (dir.), Lexique des termes littéraires, Paris, Le Livre de poche, 2010, 475 p. (ISBN 978-2-253-06745-0).